# Ditaxis argothamnoides
Ditaxis argothamnoides là một loài thực vật có hoa trong họ Đại kích. Loài này được (Bertol. ex Spreng.) Radcl.-Sm. & Govaerts mô tả khoa học đầu tiên năm 1997.